# Notothenia microlepidota
Notothenia microlepidota o bacalao negro es un pez de hielo con una distribución del sur de Nueva Zelanda a los mares sub-antártidos, aunque se han encontrado en la gran bahía abierta de Australia (Great Australian Bight), Chile y las Islas Malvinas o Falkland en arrecifes de coral peñosos.

## Descripción
Miden entre 25 y 70 centímetros y pesan hasta 3 kilos.
Los alevines son plateado en apariencia con una cola ahorquillada muy pronunciada. El adulto tiene la cola ahorquillada menos pronunciada, con el cuerpo de colores de plata, amarillo y marrón rojizo. Las escamas son muy pequeñas, y hay dos líneas laterales que tienen una superposición considerable.
Siendo una subespecie antártica, el bacalao negro tiene adaptaciones especiales tales como proteínas anticongelantes en su sangre, así como tejidos adiposos para compensar su falta de vejiga natatoria, dándole una flotabilidad neutral.
Cabe señalar que el llamado pez mantequilla, Anoplopoma fimbria, ocasionalmente también se le llama bacalao negro, pero no es un verdadero bacalao. En Nueva Zelanda, al bacalao maorí también se le llama "bacalao negro".
El bacalao negro no está relacionado con el bacalao común Gadus morhua y también es pescado para alimentación. Es sabroso para comer y comercialmente rentable.
- Datos: Q2517939
- Multimedia: Notothenia microlepidota / Q2517939